# Nati nel 1944/Ottobre
| Questa pagina contiene informazioni ricavate automaticamente dalle voci biografiche con l'ausilio del template Bio e di un bot. L'aggiornamento è periodico e automatico e ricostruisce completamente la pagina. Se manca una persona in questa lista, sei pregato di non aggiungerla, ma accertati piuttosto che la sua voce biografica contenga il template Bio e che i dati anagrafici siano correttamente compilati. Se il template Bio manca, inseriscilo tu stesso o, in alternativa, metti l'avviso {{tmp\|Bio}} che ne segnala la mancanza. Se i dati riportati sono sbagliati, correggi direttamente la voce biografica; le modifiche saranno visibili in questa lista entro pochi giorni. Per chiarimenti vedi il progetto biografie. La lista contiene solo le 234 persone che sono citate nell'enciclopedia e per le quali è stato implementato correttamente il template Bio. Pagina aggiornata al 18 ago 2025. |

- 1º ottobre - Urs Bihler, attore svizzero
- 1º ottobre - Jonathan Culler, critico letterario statunitense
- 1º ottobre - Danièle Graule, cantante, attrice e modella francese († 2022)
- 1º ottobre - Hans-Jürgen Hehn, ex schermidore tedesco
- 1º ottobre - Dror Kashtan, calciatore e allenatore di calcio israeliano († 2024)
- 1º ottobre - Joseph Macerollo, compositore e docente canadese
- 1º ottobre - Antti Tuuri, scrittore finlandese
- 2 ottobre - Ton Koopman, direttore d'orchestra, organista e clavicembalista olandese
- 2 ottobre - Abas Arslanagić, allenatore di pallamano e ex pallamanista bosniaco
- 2 ottobre - Ronald Dennis, attore, ballerino e cantante statunitense († 2022)
- 2 ottobre - Willie Morgan, ex calciatore scozzese
- 2 ottobre - Federico Roncoroni, scrittore e saggista italiano († 2021)
- 2 ottobre - Abdulah Sidran, scrittore, poeta e sceneggiatore bosniaco († 2024)
- 2 ottobre - Vernor Vinge, scrittore e matematico statunitense († 2024)
- 2 ottobre - Alžan Žarmuchamedov, cestista sovietico († 2022)
- 3 ottobre - Fedor Bartko, regista slovacco
- 3 ottobre - Katharine Kerr, scrittrice statunitense
- 3 ottobre - Pierre Deligne, matematico belga
- 3 ottobre - Daniele Fagarazzi, fumettista italiano († 2019)
- 3 ottobre - Frances Daly Fergusson, storica dell'arte statunitense
- 3 ottobre - Paolo Maria Napolitano, giurista e magistrato italiano († 2016)
- 3 ottobre - Diego Reggente, doppiatore e attore italiano († 2023)
- 3 ottobre - Bob Riley, politico statunitense
- 3 ottobre - Salvatore Spoto, giornalista e scrittore italiano
- 3 ottobre - Meir Sternberg, critico letterario e biblista israeliano
- 4 ottobre - Danilo Abbruciati, mafioso italiano († 1982)
- 4 ottobre - Gabriella Del Grosso, matematica italiana († 1990)
- 4 ottobre - Rocío Dúrcal, cantante e chitarrista spagnola († 2006)
- 4 ottobre - Eddie Gomez, contrabbassista portoricano
- 4 ottobre - Tony La Russa, ex giocatore di baseball e allenatore di baseball statunitense
- 4 ottobre - John McFall, barone McFall di Alcluith, politico scozzese
- 4 ottobre - Kate McGregor-Stewart, attrice statunitense
- 4 ottobre - Valerij Porkujan, ex calciatore e allenatore di calcio sovietico
- 4 ottobre - Martin Potter, attore britannico
- 4 ottobre - José Luis Sagi-Vela, cestista spagnolo († 1991)
- 5 ottobre - Michael Ande, attore e doppiatore tedesco
- 5 ottobre - Lothar Baumgarten, artista tedesco († 2018)
- 5 ottobre - Richard Cragun, ballerino statunitense († 2012)
- 5 ottobre - Kunihiro Iwasaki, ex nuotatore giapponese
- 5 ottobre - Nils Malmros, regista e sceneggiatore danese
- 5 ottobre - Gianni Mazza, direttore d'orchestra, compositore e tastierista italiano
- 5 ottobre - Cesare Nosiglia, arcivescovo cattolico italiano
- 5 ottobre - Richard Rosser, politico e sindacalista britannico († 2024)
- 6 ottobre - Merzak Allouache, regista cinematografico e sceneggiatore algerino
- 6 ottobre - Alberto Anelli, cantante e compositore italiano
- 6 ottobre - Víctor Espárrago, allenatore di calcio e ex calciatore uruguaiano
- 6 ottobre - Vasilij Kolotov, sollevatore sovietico († 2001)
- 6 ottobre - Mylon LeFevre, cantante e chitarrista statunitense († 2023)
- 6 ottobre - Tomeu Llompart, allenatore di calcio e ex calciatore spagnolo
- 6 ottobre - Stan McKenzie, cestista statunitense († 2021)
- 6 ottobre - Boris Michajlov, ex hockeista su ghiaccio e allenatore di hockey su ghiaccio sovietico
- 6 ottobre - José Carlos Pace, pilota automobilistico brasiliano († 1977)
- 6 ottobre - Carlo Picone, giornalista italiano († 2003)
- 7 ottobre - Jean Arthuis, politico francese
- 7 ottobre - Eduard Geyer, allenatore di calcio e ex calciatore tedesco
- 7 ottobre - George Nethercutt, politico e avvocato statunitense († 2024)
- 7 ottobre - Judee Sill, cantautrice statunitense († 1979)
- 7 ottobre - Donald Tsang, politico cinese
- 7 ottobre - Patricia du Roy de Blicquy, ex sciatrice alpina belga
- 8 ottobre - Peter J. Bowler, storico britannico
- 8 ottobre - William Broyles Jr., sceneggiatore statunitense
- 8 ottobre - Ugo Cardinale, linguista italiano
- 8 ottobre - Dale Dye, attore, militare e conduttore radiofonico statunitense
- 8 ottobre - Claudio Lazzaro, giornalista e regista italiano († 2025)
- 8 ottobre - Ilija Lončarević, allenatore di calcio croato
- 8 ottobre - Susan Raye, cantante statunitense
- 8 ottobre - Ismail Selim, ex cestista egiziano
- 8 ottobre - Nélson Silva Pacheco, calciatore colombiano († 2025)
- 8 ottobre - Renzo Stacchi, attore, doppiatore e direttore del doppiaggio italiano
- 9 ottobre - Antonio Arias Mujica, ex calciatore cileno
- 9 ottobre - John Entwistle, bassista e cantante britannico († 2002)
- 9 ottobre - Francis Girod, regista e sceneggiatore francese († 2006)
- 9 ottobre - Nona Hendryx, cantante, produttrice discografica e musicista statunitense
- 9 ottobre - Chung Hong-won, politico sudcoreano
- 9 ottobre - Ronald Joseph, ex pattinatore artistico su ghiaccio statunitense
- 9 ottobre - Michail Borisovič Piotrovskij, archeologo e linguista russo
- 9 ottobre - Isolde Schaad, giornalista e scrittrice svizzera
- 10 ottobre - Edmondo Bruti Liberati, magistrato italiano
- 10 ottobre - Kaizer Motaung, ex calciatore e dirigente sportivo sudafricano
- 10 ottobre - Baltazar Enrique Porras Cardozo, cardinale e arcivescovo cattolico venezuelano
- 10 ottobre - Francisco Sagasti, politico e ingegnere peruviano
- 10 ottobre - Stephen Scott, compositore statunitense († 2021)
- 10 ottobre - Jan Suchý, hockeista su ghiaccio ceco († 2021)
- 10 ottobre - Sándor Zámbó, ex calciatore ungherese
- 10 ottobre - Petăr Žekov, calciatore bulgaro († 2023)
- 11 ottobre - Joan Gaspart, imprenditore e dirigente sportivo spagnolo
- 11 ottobre - Rodney Marsh, allenatore di calcio e ex calciatore inglese
- 11 ottobre - Younan Nowzaradan, medico iraniano
- 11 ottobre - Carmelo Pittera, allenatore di pallavolo italiano
- 11 ottobre - Anton Schaller, conduttore televisivo e politico svizzero
- 11 ottobre - Jane Summerhays, attrice, cantante e ballerina statunitense
- 12 ottobre - Jorge Antequera, arbitro di calcio boliviano († 2020)
- 12 ottobre - Dragutin Čermak, cestista e allenatore di pallacanestro jugoslavo († 2021)
- 12 ottobre - Kuniya Daini, ex calciatore giapponese
- 12 ottobre - Alain Doutey, attore francese
- 12 ottobre - Alex Funke, direttore della fotografia e effettista statunitense
- 12 ottobre - Renzo Imbeni, politico italiano († 2005)
- 12 ottobre - Jack Marin, ex cestista statunitense
- 12 ottobre - Michael Parkes, artista, pittore e illustratore statunitense
- 12 ottobre - Mario Pinna, politico italiano
- 12 ottobre - Luigi Polentes, calciatore italiano († 2011)
- 12 ottobre - Malcolm Skey, scrittore, critico letterario e traduttore britannico († 1998)
- 13 ottobre - Jörg Berger, allenatore di calcio e calciatore tedesco († 2010)
- 13 ottobre - Gianni Bonichon, bobbista italiano († 2010)
- 13 ottobre - Jean-Claude Bouttier, pugile e attore francese († 2019)
- 13 ottobre - Charlotte Bunch, scrittrice e attivista statunitense
- 13 ottobre - Robert Lamm, musicista, polistrumentista e cantautore statunitense
- 13 ottobre - Werner Linde, ex cestista lettone
- 13 ottobre - Luis María Zugazaga, ex calciatore spagnolo
- 14 ottobre - Christian Bujeau, attore, regista teatrale e insegnante francese
- 14 ottobre - Serghei Covaliov, canoista rumeno († 2011)
- 14 ottobre - Şerif Gören, regista e sceneggiatore turco († 2024)
- 14 ottobre - Udo Kier, attore tedesco
- 14 ottobre - Lee Byung-hoon, regista televisivo e produttore televisivo sudcoreano
- 14 ottobre - Luis Marotte, ex calciatore uruguaiano
- 14 ottobre - Douglas McMillan, ex calciatore e allenatore di calcio scozzese
- 14 ottobre - Romeo Paparesta, ex arbitro di calcio italiano
- 14 ottobre - Ivan Ruggeri, imprenditore e dirigente sportivo italiano († 2013)
- 14 ottobre - Dave Schellhase, ex cestista e allenatore di pallacanestro statunitense
- 15 ottobre - Sali Berisha, politico e cardiologo albanese
- 15 ottobre - Ray Bloomfield, ex calciatore inglese
- 15 ottobre - Mac Collins, politico statunitense († 2018)
- 15 ottobre - Steve Crocker, informatico statunitense
- 15 ottobre - Claes Cronqvist, ex calciatore svedese
- 15 ottobre - Kay Ivey, politica statunitense
- 15 ottobre - Marco Mignani, pubblicitario italiano († 2008)
- 15 ottobre - Haim Saban, imprenditore e produttore televisivo israeliano
- 15 ottobre - Dave Stringer, allenatore di calcio e ex calciatore inglese
- 15 ottobre - David Trimble, politico britannico († 2022)
- 16 ottobre - Eddie Hoh, batterista statunitense († 2015)
- 16 ottobre - Gretta Kok, ex nuotatrice olandese
- 16 ottobre - Sergo K'ut'ivadze, calciatore sovietico († 2017)
- 16 ottobre - Elizabeth Loftus, psicologa statunitense
- 16 ottobre - Setsuko Sasaki, pallavolista giapponese
- 17 ottobre - Werner Asam, attore, regista e sceneggiatore tedesco
- 17 ottobre - Cesare Gasperoni, politico sammarinese
- 17 ottobre - Marilyn White, ex velocista statunitense
- 18 ottobre - Ramón Aguirre Suárez, calciatore argentino († 2013)
- 18 ottobre - Cecil Jones Attuquayefio, allenatore di calcio e calciatore ghanese († 2015)
- 18 ottobre - Nelson Freire, pianista brasiliano († 2021)
- 18 ottobre - Finn Seemann, calciatore norvegese († 1985)
- 18 ottobre - Slobodan Škrbić, calciatore jugoslavo († 2022)
- 19 ottobre - Desmond Barrit, attore britannico
- 19 ottobre - Vasilis Botinos, calciatore greco († 2022)
- 19 ottobre - Filippo Faina, allenatore di pallacanestro italiano
- 19 ottobre - Dick Lochte, scrittore statunitense
- 19 ottobre - Jean-Paul Manganaro, saggista e traduttore francese
- 19 ottobre - Antón Martínez, ex calciatore spagnolo
- 19 ottobre - George McCrae, cantante statunitense
- 19 ottobre - Bill Melchionni, ex cestista e allenatore di pallacanestro statunitense
- 19 ottobre - Oh Yeong-su, attore sudcoreano
- 19 ottobre - Agustín Tamames, ciclista su strada spagnolo
- 19 ottobre - Peter Tosh, cantante e musicista giamaicano († 1987)
- 20 ottobre - William Albright, compositore, pianista e organista statunitense († 1998)
- 20 ottobre - Omar Amiralay, regista siriano († 2011)
- 20 ottobre - Tina DeRosa, scrittrice e poetessa statunitense († 2007)
- 20 ottobre - David Mancuso, disc jockey statunitense († 2016)
- 20 ottobre - Jair Picerni, allenatore di calcio e ex calciatore brasiliano
- 20 ottobre - Chérif Souleymane, ex calciatore e allenatore di calcio guineano
- 20 ottobre - Alda Jucci Ugolotti, scultrice italiana
- 21 ottobre - Francesco Bevilacqua, politico italiano
- 21 ottobre - Jackie Delachet, ex cestista e allenatrice di pallacanestro francese
- 21 ottobre - Kulbhushan Kharbanda, attore indiano
- 21 ottobre - Bruce Lipton, biologo statunitense
- 21 ottobre - Ene Mihkelson, scrittrice e poetessa estone († 2017)
- 21 ottobre - Butch Miller, wrestler neozelandese († 2023)
- 21 ottobre - Raimondo Prinoth, slittinista italiano († 2006)
- 21 ottobre - Olle Rolén, dirigente sportivo, ex sciatore alpino e allenatore di sci alpino svedese
- 21 ottobre - John Rudge, dirigente sportivo, allenatore di calcio e ex calciatore inglese
- 21 ottobre - Jean-Pierre Sauvage, chimico francese
- 21 ottobre - Luis Ernesto Tapia, calciatore panamense († 2024)
- 21 ottobre - Klaus Urmitzer, cestista tedesco († 2022)
- 21 ottobre - Pedro Juan Viladrich, giurista spagnolo
- 21 ottobre - Tommy Wright, ex calciatore inglese
- 22 ottobre - Doris Kunstmann, attrice tedesca
- 22 ottobre - Raoul Lambert, ex calciatore belga
- 22 ottobre - Paul Reaney, ex calciatore inglese
- 22 ottobre - Giulio Sega, ex calciatore italiano
- 22 ottobre - Nicola Tribuiani, allenatore di calcio italiano
- 22 ottobre - John Wetzel, ex cestista e allenatore di pallacanestro statunitense
- 22 ottobre - Francesco de Notaris, politico e giornalista italiano († 2021)
- 23 ottobre - Branko, astrologo e personaggio televisivo italiano
- 23 ottobre - Francisco Cases Andreu, vescovo cattolico spagnolo
- 23 ottobre - Keith Eddy, calciatore e allenatore di calcio inglese († 2022)
- 23 ottobre - Giovanni Gei, politico italiano († 2013)
- 23 ottobre - Michele Sangineto, liutaio italiano
- 23 ottobre - Alan Woods, politico e saggista britannico
- 24 ottobre - Martti Ketelä, pentatleta e schermidore finlandese († 2002)
- 24 ottobre - Viktor Prokopenko, allenatore di calcio e calciatore ucraino († 2007)
- 24 ottobre - Ted Templeman, produttore discografico statunitense
- 25 ottobre - Jon Anderson, cantautore e polistrumentista britannico
- 25 ottobre - Graham Carr, allenatore di calcio e ex calciatore inglese
- 25 ottobre - Papa Malick Diop, cestista senegalese († 2013)
- 25 ottobre - Donald Ford, ex calciatore scozzese
- 25 ottobre - Kati Kovács, cantante e attrice ungherese
- 25 ottobre - Bruno Piazzalunga, ex sciatore alpino italiano
- 25 ottobre - Ren Zhengfei, imprenditore cinese
- 25 ottobre - Juan Manuel Santisteban, ciclista su strada spagnolo († 1976)
- 26 ottobre - Emanuel Cleaver, politico e pastore protestante statunitense
- 26 ottobre - Martin Jellinghaus, ex velocista tedesco
- 26 ottobre - Nadine Netter, ex tennista statunitense
- 26 ottobre - Leta Semadeni, poetessa e scrittrice svizzera
- 26 ottobre - Jandek, cantante, musicista e produttore discografico statunitense
- 27 ottobre - Jader Barbalho, politico brasiliano
- 27 ottobre - Vítor Godinho, calciatore portoghese († 2023)
- 27 ottobre - Richard Kraut, filosofo e grecista statunitense
- 27 ottobre - Thomas R. Nevin, saggista statunitense
- 27 ottobre - Fernando Ocáriz Braña, presbitero e teologo spagnolo
- 27 ottobre - Robert Olthoff, ex hockeista su pista olandese
- 27 ottobre - Piet Oudolf, designer e scrittore olandese
- 27 ottobre - Peter Short, calciatore e allenatore di calcio inglese († 1984)
- 27 ottobre - Georgij V'jun, calciatore e allenatore di calcio sovietico († 2008)
- 28 ottobre - Henri Atamaniuk, allenatore di calcio e ex calciatore francese
- 28 ottobre - Coluche, attore e comico francese († 1986)
- 28 ottobre - Dennis Franz, attore statunitense
- 28 ottobre - Ian Marter, attore e scrittore britannico († 1986)
- 28 ottobre - María Rosa Pérez, modella spagnola
- 28 ottobre - Ton Thie, calciatore olandese († 2021)
- 28 ottobre - Samuel Robson Walton, imprenditore statunitense
- 28 ottobre - Mimmo di Francia, cantautore e produttore discografico italiano
- 29 ottobre - Berta Ambrož, cantante slovena († 2003)
- 29 ottobre - Denny Laine, cantautore e polistrumentista britannico († 2023)
- 29 ottobre - Fausto Leali, cantautore italiano
- 29 ottobre - Nelson Motta, giornalista, produttore discografico e compositore brasiliano
- 29 ottobre - Giampiero Rosanna, giocatore di biliardo italiano († 2024)
- 29 ottobre - Héctor Santos, calciatore uruguaiano († 2019)
- 29 ottobre - Amedeo Vergani, giornalista e fotoreporter italiano († 2010)
- 30 ottobre - Ahmad Chalabi, politico iracheno († 2015)
- 30 ottobre - Džemaludin Mušović, ex calciatore e allenatore di calcio bosniaco
- 30 ottobre - José-Miguel Ullán, poeta e scrittore spagnolo († 2009)
- 31 ottobre - Roger Buchika, sciatore alpino statunitense († 2011)
- 31 ottobre - Kinky Friedman, scrittore, cantautore e giornalista statunitense († 2024)
- 31 ottobre - Parnell Hall, scrittore statunitense († 2020)
- 31 ottobre - Eduardo Texeira Lima, calciatore brasiliano († 2020)